# Maja Lidia Kossakowska
Maja Lidia Kossakowska (Varsovia, 27 de febrero de 1972-Stare Załubice, 23 de mayo de 2022) fue una escritora de literatura fantástica, arqueóloga y periodista polaca.
Publicó por primera vez en 1997. Fue autora de cinco libros y varios cuentos, donde usaba temas de ángeles. Fue nominada ocho veces al premio Janusz A. Zajdel por sus cuentos y novelas, y lo recibió en 2007 por el cuento Smok tańczy dla Chung Fonga. También recibió varios otros premios.

## Biografía
Estudió en la Escuela Secundaria de Bellas Artes. Graduada en Arqueología del Mediterráneo en la Universidad de Varsovia, ya al ingresar había pensado en escribir: quería estudiar algo que la ayudara a escribir fantasía. Sus poemas, junto con las obras del J. Twardowski, J. Tuwim y W. Szymborska, compusieron un comentario poético a la exposición de artistas polacos "Ángeles" (Copenhague, 2006).
Si bien fue más conocida como escritora, también pintaba y trabajaba como periodista en la televisión polaca. Fue una de las propietarias titulares del Palacio Kossakowski. Fue esposa del escritor Jarosław Grzedowicz. Sin embargo, no escribía con él, aunque lo consideraba su primer lector.
En agosto de 2020 firmó, junto con muchos otros autores de literatura fantástica polaca (Ziemkiewicz, Andrzej Pilipiuk, Jacek Dukaj, Jarosław Grzędowicz, Jacek Piekara), una carta abierta en defensa de Jacek Komuda y la libertad de expresión. La carta en sí fue una respuesta a la autocrítica emitida por "Nowa Fantastyka", relacionada con la publicación anterior de las obras homofóbicas de Komuda en este mes.
Falleció a los 50 años, en un incendio en su casa.

## Carrera
Debutó en 1997 con el cuento Mucha publicado en la revista Fenix. Sobre este se creó una obra de teatro en un acto. En 2001 recibió el Globo de Plata en la categoría de cuento del año por su obra Beznogi tancerz. En dos años recibió cuatro nominaciones a los premios Janusz Zajdel, entre otros, para los cuentos Sól na pastwiskach niebieskich, Schizma, Beznogi tancerz y Żarna niebios. La micronovela Zwierciadło ocupó el tercer lugar en el ranking de lectores de "Sphinx".
Escribió tres libros sobre el tema de los ángeles: Obrońcy Królestwa (una colección de historias, 2003), Siewca Wiatru (novela, 2004; agregó un extenso diccionario de términos, nombres, formaciones militares y nombres, que fue creado especialmente para trabajos sobre temas relacionados con los ángeles) y Żarna niebios (colección de historias, reedición de los Obrońców Królestwa complementada con dos nuevas historias, Gringo y Żarna niebios, 2008). Después reveló su fascinación por la mitología yakuta, la cual expresó en el libro titulado Ruda sfora. En 2009 publicó cuatro microrrelatos bajo el título común Upiór Południa, que la autora describió como los relatos más importantes y completos que jamás había escrito.
En 2006 recibió un Gato de Oro por el ciclo angelical. En 2007, el Śląkfa para el Creador del Año. Fue nominada ocho veces al Janusz Zajdel, lo recibió en 2007 por el cuento Smok tańczy dla Chung Fonga, y en 2012 por la novela Grillbar Galaktyka.

## Libros publicados

### Series
- Serie Los ejércitos celestiales (Zastępy Anielskie)
  - Los defensores del reino (Obrońcy Królestwa). Relatos. Editorial RUNA, 2003
  - El sembrador de viento (Siewca wiatru). Novela. Editorial Fabryka Słów, 2004
  - El molinillo de los cielos (Żarna Niebios). Reedición ampliada de Los defensores del Reino. Editorial Fabryka Słów, 2008
  - El recolector de tempestades (Zbieracz burz), tomo I. Novela. Editorial Fabryka Słów, agosto del 2010
  - El recolector de tempestades (Zbieracz burz), tomo II. Novela. Editorial Fabryka Słów, septiembre del 2010
  - Las puertas de la luminosidad (Bramy światłości), tomo I. Novela. Editorial Fabryka Słów, 2017[10]
  - Las puertas de la luminosidad (Bramy światłości), tomo II. Novela. Editorial Fabryka Słów, febrero del 2018
  - Las puertas de la luminosidad (Bramy światłości), tomo III. Novela. Editorial Fabryka Słów, noviembre del 2018

- Serie novelada Monstruo del mediodía (Upiór południa)
  - Monstruo del mediodía. Negritud (Upiór południa. Czerń). Editorial Fabryka Słów, julio del 2009
  - Monstruo del mediodía. La memoria de los muertos (Upiór południa. Pamięć Umarłych). Editorial Fabryka Słów, agosto del 2009
  - Monstruo del mediodía. Pequeño gato tempestuoso (Upiór południa. Burzowe Kocię). Editorial Fabryka Słów, septiembre del 2009
  - Monstruo del mediodía. Tiempo de nieblas (Upiór południa. Czas mgieł). Editorial Fabryka Słów, octubre del 2009

### Novela
- La orden del fin del mundo (Zakon Krańca Świata), tomo I. Editorial Fabryka Słów, julio del 2005
- La orden del fin del mundo (Zakon Krańca Świata), tomo II. Editorial Fabryka Słów, agosto del 2006
- Jauría roja (Ruda sfora). Editorial Fabryka Słów, agosto del 2007
- Galaxia Grillbar (Grillbar Galaktyka). Editorial Fabryka Słów, octubre del 2011
- Takeshi. La sombra de la muerte (Takeshi Cień Śmierci), tomo I. Editorial Fabryka Słów, abril del 2014
- Takeshi. La danza del tigre (Takeshi. Taniec Tygrysa), tomo II. Editorial Fabryka Słów, junio del 2015

### Relatos reunidos
- Lazos de sangre (Więzy krwi). Editorial Fabryka Słów, febrero del 2007

## Relatos publicados
- La mosca (Mucha). Revista Fenix N.º 60, enero de 1997.
- La sal de los pastizales celestes (Sól na pastwiskach niebieskich). Revista Fenix N.º 86, julio de 1999. Libro de relatos Los defensores del reino (Obrońcy Królestwa), Editorial RUNA, 2003.
- El cisma (schizma). Revista Fenix N.º 88, septiembre de 1999.
- La hecatombe (Hekatomba). Revista Fenix N.º 90, 2000.
- Torre de fósforos (Wieża zapałek). Revista Magia i Miecz, abril del 2000. Libro de relatos Los defensores del reino, Editorial RUNA, 2003.
- Basurero de la muerte (Kosz na śmierci). Revista Fenix N.º 93, 2000. Libro de relatos Los defensores del reino, Editorial RUNA, 2003.
- El bailarín sin piernas (Beznogi tancerz). Revista Fenix N.º 98, 2000. Libro de relatos Los defensores del reino, Editorial RUNA, 2003.
- Diorama, revista Fenix N.º 101, 2001.
- El espejo (Zwierciadło). Micronovela en la antología Visiones alternativas 4 (Wizje alternatywne 4). Editorial Solaris, 2002.
- El molinillo de los cielos (Żarna niebios). Revista Fenix Número 106, 2001. Antología Zajdel 2002. Editorial Fabryka Słów, 2003.
- Una luz en medio del túnel (Światło w tunelu). Libro de relatos Los defensores del reino, Editorial RUNA, 2003.
- Ver lo rojo (Zobaczyć czerwień). Libro de relatos Los defensores del reino, Editorial RUNA, 2003.
- Pérdidas permitidas (Dopuszczalne straty). Libro de relatos Los defensores del reino, Editorial RUNA, 2003.
- Rastro de sangre (Smuga krwi). Libro de relatos Los defensores del reino, Editorial RUNA, 2003.
- Corazón de buey (Serce wołu) en la antología PL+50. Historias del futuro (PL+50. Historie przyszłości). Wydawnictwo Literackie, 2004.
- Lazos de sangre (Więzy krwi) en la antología Demonios (Demony). Editorial Fabryka Słów, 2004.
- La tranquilidad del agua gris (Spokój Szarej Wody) en la antología Małodobry. Editorial Fabryka Słów, 2004.
- Tristeza (Smutek) en la antología Visiones alternativas 5 (Wizje alternatywne 5). Editorial Solaris, 2004.
- La ola escarlata (Szkarłatna Fala) en la antología Lluvias inquietas (Deszcze Niespokojne). Editorial Fabryka Słów, 2005.
- El dragón danza para Chung Fong (Smok tańczy dla Chung Fonga) en la antología Libro de dragones (Księga smoków). Editorial RUNA, 2006.

## Premios y distinciones
- 2001 Premio El globo de plata por el relato El bailarín sin piernas.[8]
- 2006 Premio El gato dorado por la serie Los ejércitos celestiales.
- 2007 Premio del Club Fantástico de Silesia como la Creadora del Año.
- 2007 Premio Janusz A. Zajdel por el relato El dragón danza para Chung Fong.
- 2012 Premio Janusz A. Zajdel por la novela Galaxia Grillbar.
- Fawkes para el libro de la sombra 2018 por la serie Monstruo del mediodía.